# Martin Schauer
Martin Schauer (* 14. Juli 1957 in Wien) ist ein österreichischer Rechtswissenschaftler und Universitätsprofessor. Er gilt als einer der führenden Experten im Bereich des Zivil-, Erb-, Gesellschafts- und Versicherungsrechts.

## Biografie
Schauer studierte von 1975 bis 1979 Rechtswissenschaften an der Universität Wien und promovierte 1979 zum Dr. iur. Im Jahr 1992 habilitierte er sich für Bürgerliches Recht und Handelsrecht an der Universität Wien. Seine wissenschaftliche Laufbahn begann er als Universitätsassistent am Institut für Bürgerliches Recht, Handels- und Wertpapierrecht der Wirtschaftsuniversität Wien, wo er von 1981 bis 1992 tätig war. Anschließend leitete er bis 2001 das Forschungsinstitut für mittel- und osteuropäisches Wirtschaftsrecht an der Wirtschaftsuniversität Wien. Ab 2001 war er Universitätsprofessor am Institut für Zivilrecht der Universität Wien, wo er bis 2022 wirkte. Seit 2023 ist er als Gastprofessor an der Universität Liechtenstein tätig und war 2022 Professor an der Masaryk Universität Brünn.
Seine Forschungsschwerpunkte liegen im allgemeinen Privatrecht, im Handelsrecht, im Gesellschaftsrecht, im Erbrecht sowie im Versicherungsrecht. Schauer ist Mitglied mehrerer Arbeitsgruppen des österreichischen Justizministeriums, unter anderem zur Handelsrechtsreform und zum Erwachsenenschutzrecht. Er ist zudem Gründungs- und Vorstandsmitglied der Österreichischen Gesellschaft für Familien- und Vermögensrecht. Von 2009 bis 2019 war er Mitglied des Fachbeirats am Max-Planck-Institut für ausländisches und internationales Privatrecht.
Schauer hatte zahlreiche Gastprofessuren inne, unter anderem an der Universität Salzburg, der Chuo Universität Tokio, der London School of Economics, der Universität Klagenfurt, der Jagiellonen-Universität Krakau, der Comenius-Universität Bratislava und der Universität Liechtenstein.
Zu seinen wichtigsten Publikationen zählen „Rechtsprobleme der erbrechtlichen Nachfolge bei Personenhandelsgesellschaften“ (1999) sowie „Schengen – Maastricht – Amsterdam. Auf dem Weg zu einer flexiblen Union“ (2000). Darüber hinaus ist er Mitautor und Mitherausgeber mehrerer Handbücher und Kommentare im Bereich Zivilrecht, Erbrecht und Versicherungsrecht und veröffentlichte zahlreiche Fachartikel in internationalen juristischen Zeitschriften.
Durch seine wissenschaftlichen Beiträge und sein Engagement in der Gesetzesreform hat Martin Schauer die österreichische und europäische Rechtsentwicklung maßgeblich mitgeprägt.

## Schriften (Auswahl)
- Rechtsprobleme der erbrechtlichen Nachfolge bei Personenhandelsgesellschaften. Wien 1999, ISBN 3-7046-1371-1.
- Schengen – Maastricht – Amsterdam. Auf dem Weg zu einer flexiblen Union. Wien 2000, ISBN 3-7046-1498-X.
- mit Astrid Deixler-Hübner: Erwachsenenschutzrecht. Handbuch. Wien 2018, ISBN 3-214-04199-1.
- mit Ferdinand Kerschner: Falllösungstechnik im Privatrecht. Mit Fällen und Lösungen (unter Mitarbeit von Matthäus Uitz und Konstanze Winkler),[7] Wien 2021, ISBN 3-214-14792-7.